# Seznam německých velvyslanců v Praze

Znak německých velvyslanectví

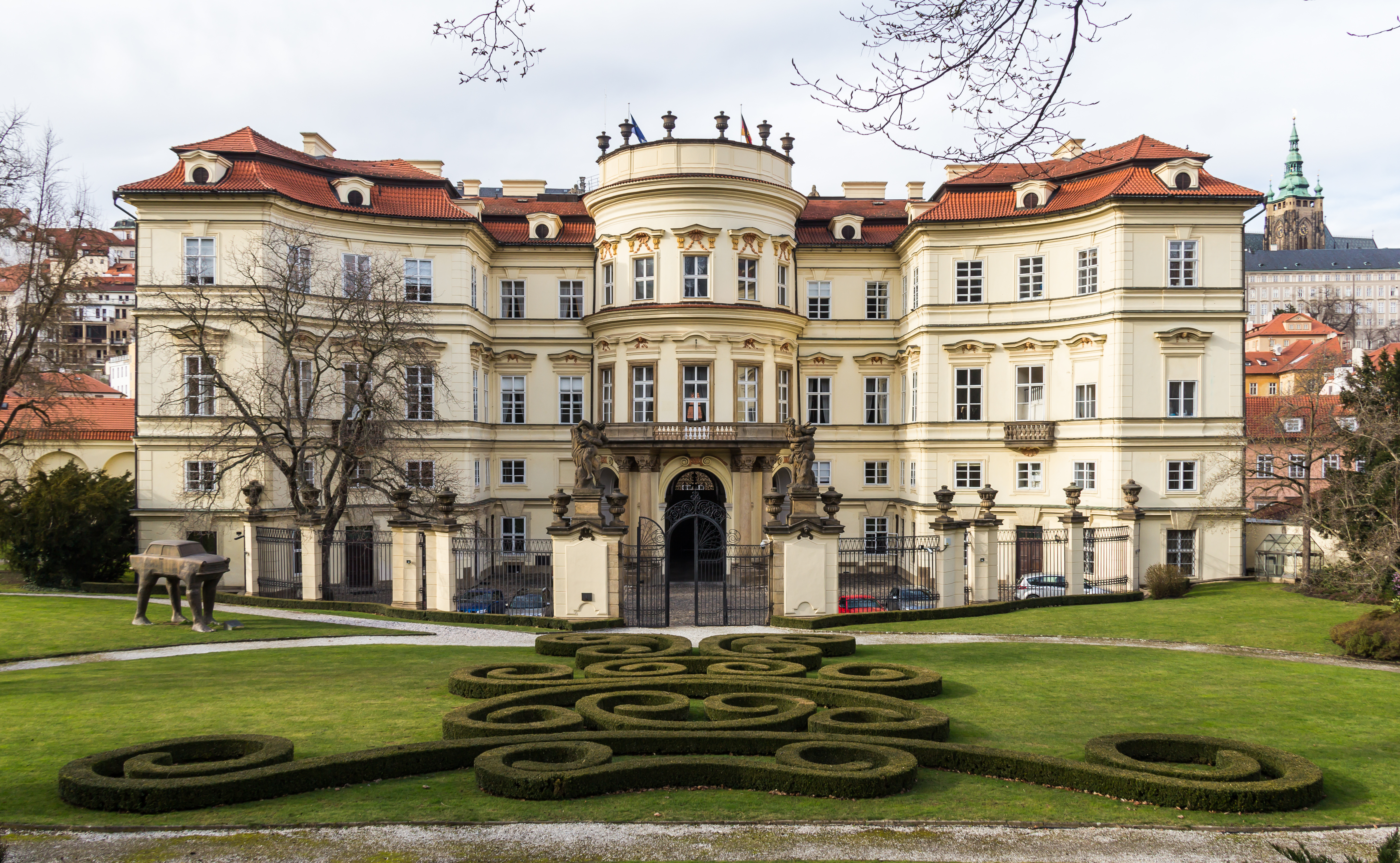
Lobkovický palác na Malé Straně – sídlo německého velvyslanectví v Praze. Pohled na jižní stranu se zahradou. Z balkónu v prvním patře pronesl dne 30. září 1989 Hans-Dietrich Genscher svůj slavný projev o svobodě občanů NDR.

Toto je seznam německých vyslanců v Československu a v České republice. 

## Němečtí velvyslanci v Československu
| Jméno                            | Ve funkci                           |
| -------------------------------- | ----------------------------------- |
| Samuel Saenger                   | duben 1919 – říjen 1920             |
| Walter Koch                      | říjen 1920 – 1. září 1935           |
| Ernst Eisenlohr                  | 1. září 1935 – 16. září 1938        |
| Andor Hencke                     | 16. září 1938 – 28. září 1939       |
| NSR / Spolková republika Německo |                                     |
| Otto Erich Sigismund Heipertz    | 11. prosinec 1973 – 25. březen 1974 |
| Gerhard Ritzel                   | 1974–1977                           |
| Jürgen Diesel                    | 1977–1982                           |
| Klaus Meyer                      | 1982–1985                           |
| Werner Schattmann                | 1985–1988                           |
| Hermann Huber                    | 1988–1992                           |
| Rolf Hofstetter                  | 1992–1996                           |

## Němečtí velvyslanci v České republice
| Jméno                         | Ve funkci     |
| ----------------------------- | ------------- |
| Rolf Hofstetter               | 1992–1996     |
| Anton Rossbach                | 1996–1998     |
| Michael Steiner               | 1998–1998     |
| Hagen Graf Lambsdorff         | 1999–2001     |
| Michael Libal                 | 2001–2005     |
| Helmut Elfenkämper            | 2005–2009     |
| Johannes Haindl               | 2009–2011     |
| Detlef Lingemann              | 2011–2014     |
| Arndt Freytag von Loringhoven | 2014–2016     |
| Hansjörg Haber                | 2017          |
| Christoph Israng              | 2017–2021     |
| Andreas Künne                 | od srpna 2021 |

### Poznámy
1. ↑  Diplomat, politik a právník, člen DVP a na počátku Výmarské republiky ministr vnitra Saska. Udržoval dobré vztahy s prezidentem Masarykem a odmítal požadavky sudetských Němců. V roce 1935 odešel do důchodu.
2. ↑  Diplomat a politik. Snažil se udržovat dobré vztahy s domácí politikou, přičemž údajně inicioval i několik schůzek s Ferdinandem Peroutkou, kdy měl novinář tlumočit prezidentu Benešovi plány Hitlera na podrobení Československa. Odvolán byl po tzv. sudetské krizi. Nikdy nevstoupil do NSDAP, po válce se stal starostou města Badenweiler.'"`UNIQ--ref-00000001-QINU`"'
3. ↑  Člen NSDAP a bývalý konzul v Kyjevě. V úřadu byl pouze 12 dní. Poté byl jmenován zástupcem pro zahraničí říšského protektora Konstantina von Neuratha. Podílel se na konferenci ve Wannsee. Po válce byl odsouzen k 5 letům vězení, avšak byl propuštěn již v roce 1947. Poté pracoval pro západoněmeckou zpravodajskou službu.'"`UNIQ--ref-00000003-QINU`"'